# Правша

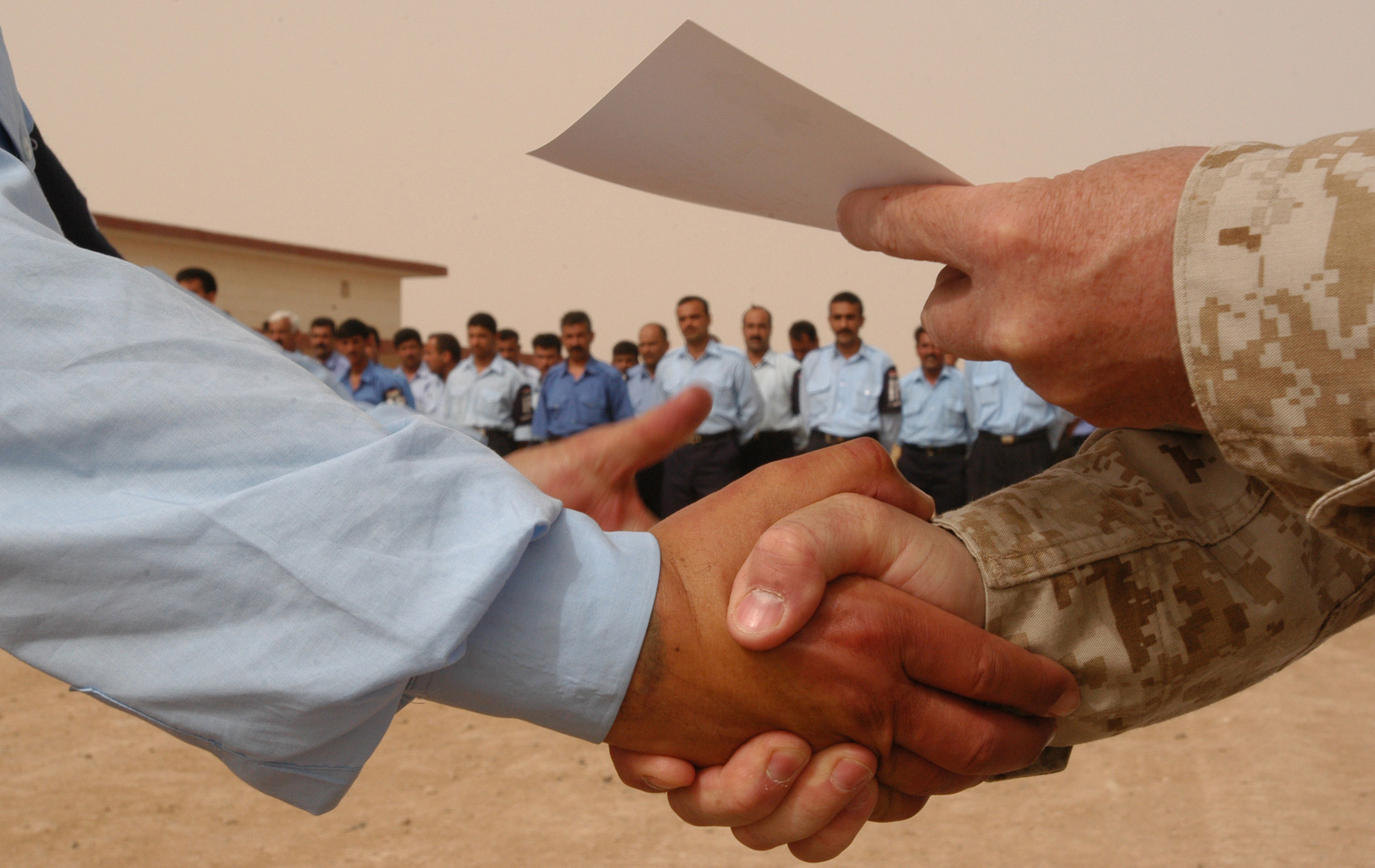
привітання потисненням правих рук

Правша — людина, яка правою рукою володіє краще, ніж лівою. Правша робить більшість заходів, які вимагають високої точності рухів правою рукою.
Різні дослідження показують, що від 70 % до 90 % від світового населення, є правшами. Дуже маленький відсоток від населення може однаково добре використовувати обидві руки; людина з такою здатністю є амбідекстром.
Немає головної теорії, яка пояснювала б чому правшів більше, ніж лівшів. Відомо, що явище домінантності одного боку виступає також у тварин, причому у деяких родів (наприклад білі ведмеді) в більшості перемагає лівий бік. Нейрологічними, моторними навичками правої сторони тіла управляє ліва півкуля мозку, таким чином дослідники вважають, що поясненням можуть бути розбіжності між двома півкулями мозку. Наприклад, недавні дослідження виявили, що правші використовують праву сторону мозку, щоби зосередитися на всьому образі, а ліву — щоб зосередитися на деталях в межах образу. Таких різниць спостерігається і багато більше, проте вони ясно не пояснюють причину їх виникнення.[джерело?]